# 티노 디 카마이노

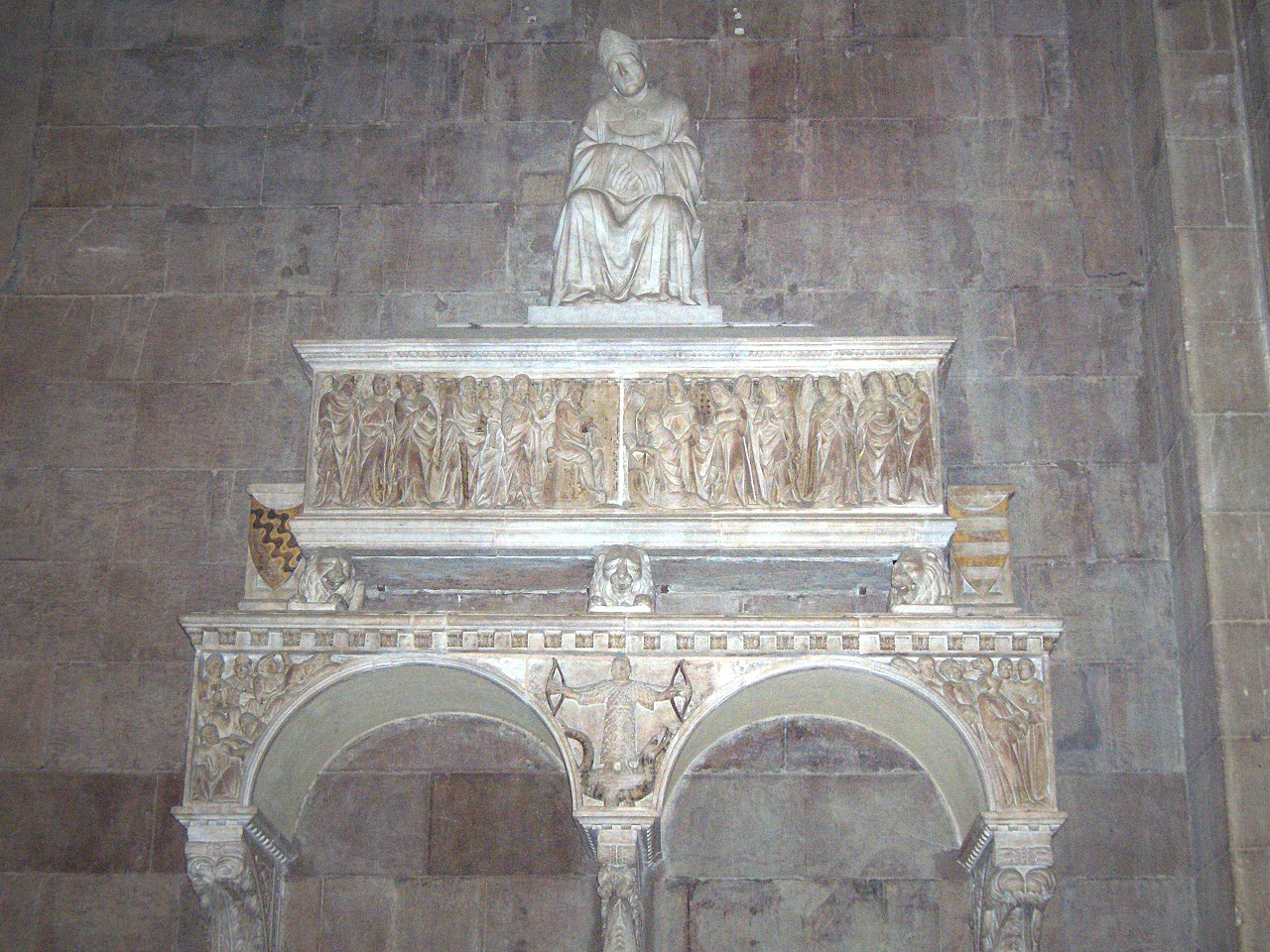
피렌체 산타 마리아 델 피오레의 안토니오 도로스의 무덤.

티노 디 카마이노 (Tino di Camaino, 1280년경 – 1337년경)는 이탈리아의 조각가이다.
건축가 카마이노 디 크레센티노(amaino di Crescentino)의 아들로, 시에나에서 태어난 그는 시에나 대성당의 파사드 작업에 참여했던 조반니 피사노의 제자였다. 이후에 티노는 스승을 따라 피사로 넘어가, 1311년 그곳에서 대성당 작업을 맡게 되었다. 1315년 7월, 티노는 피사에서 시에나로 가, 하인리히 7세의 장례 기념물 작업에 착수하나, 완수하지 못하고 떠났다. 그 후, 그는 시에나와 피렌체에서 산타 마리아 델 피오레의 오르소 주교의 무덤, 산타 크로체 성당의 가스토네 델라 토레의 무덤, 피렌체 예배당에 본래 지어질 예정이던 '보육원' 등 유사한 작업을 맡았다.
1323년부터 그는 앙주의 로베르 국왕 밑에서 일하며 나폴리에 있었다. 그는 다시 한번 유명한 몇몇 장례 기념물 작업을 맡았고 여기에는 산로렌초마조레의 카탈리나의 기념물, 산타 마리아 돈나레지나의 헝가리의 마리아 왕비의 기념물 등을 포함한다. 그 외 작업물은 바디아 카바 데이 티레니 교회 등에서 찾아볼 수 있다. 1337년경 나폴리에서 사망했다.

## 참고문헌
- Enzo Carli, Tino Di Camaino: Scultore (Firenze: Felice Le Monnier, 1934)
- Carlos Sastre Vázquez, Contemplando una obra maestra de Tino di Camaino", Ruta Cicloturística del Románico Internacional, XXX (2012), pp. 65–69 c-sastre-camainobarberinoorso